# Centro de Documentação de Munique para a História do Nacional-Socialismo

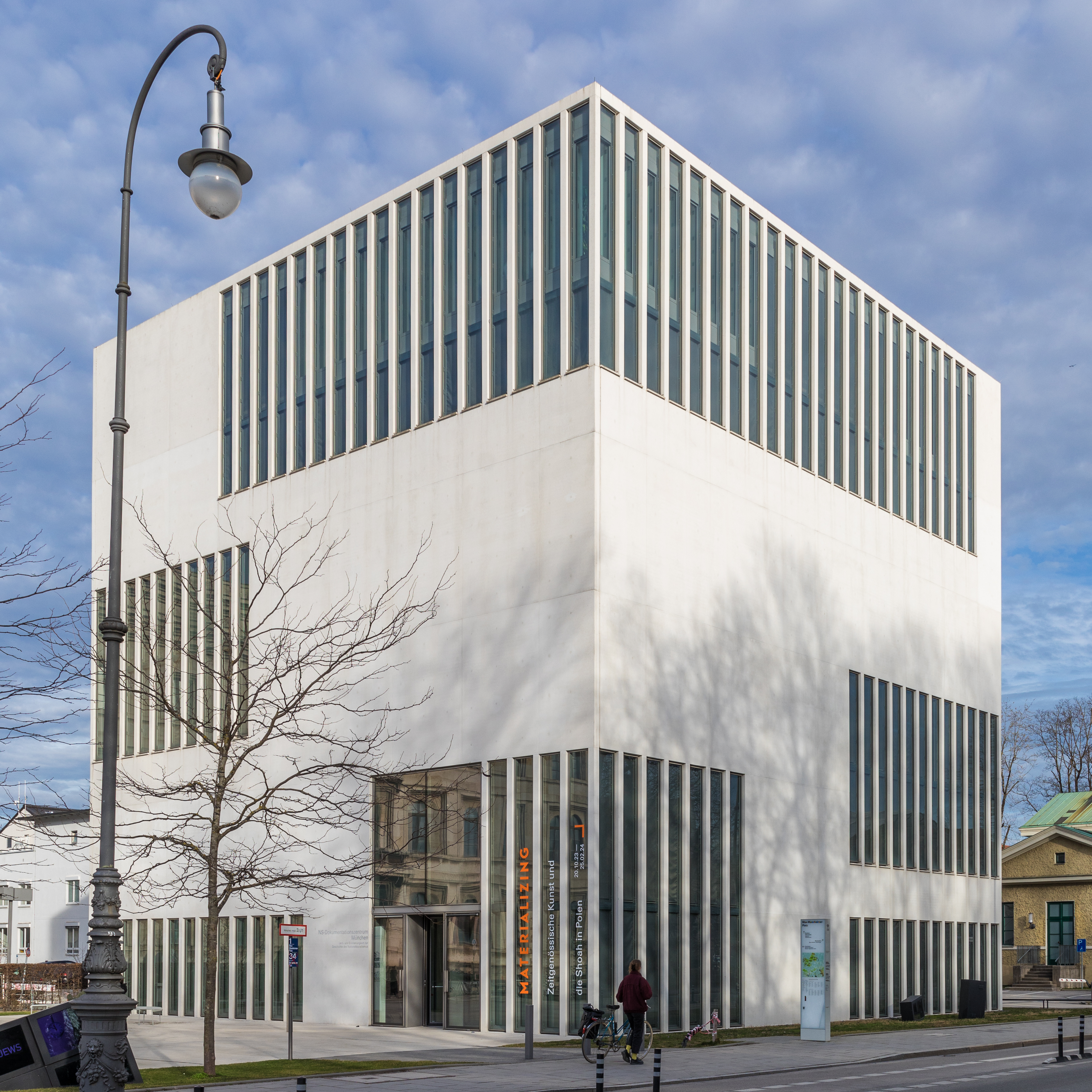
Centro de Documentação do Nacional-Socialismo, 2024

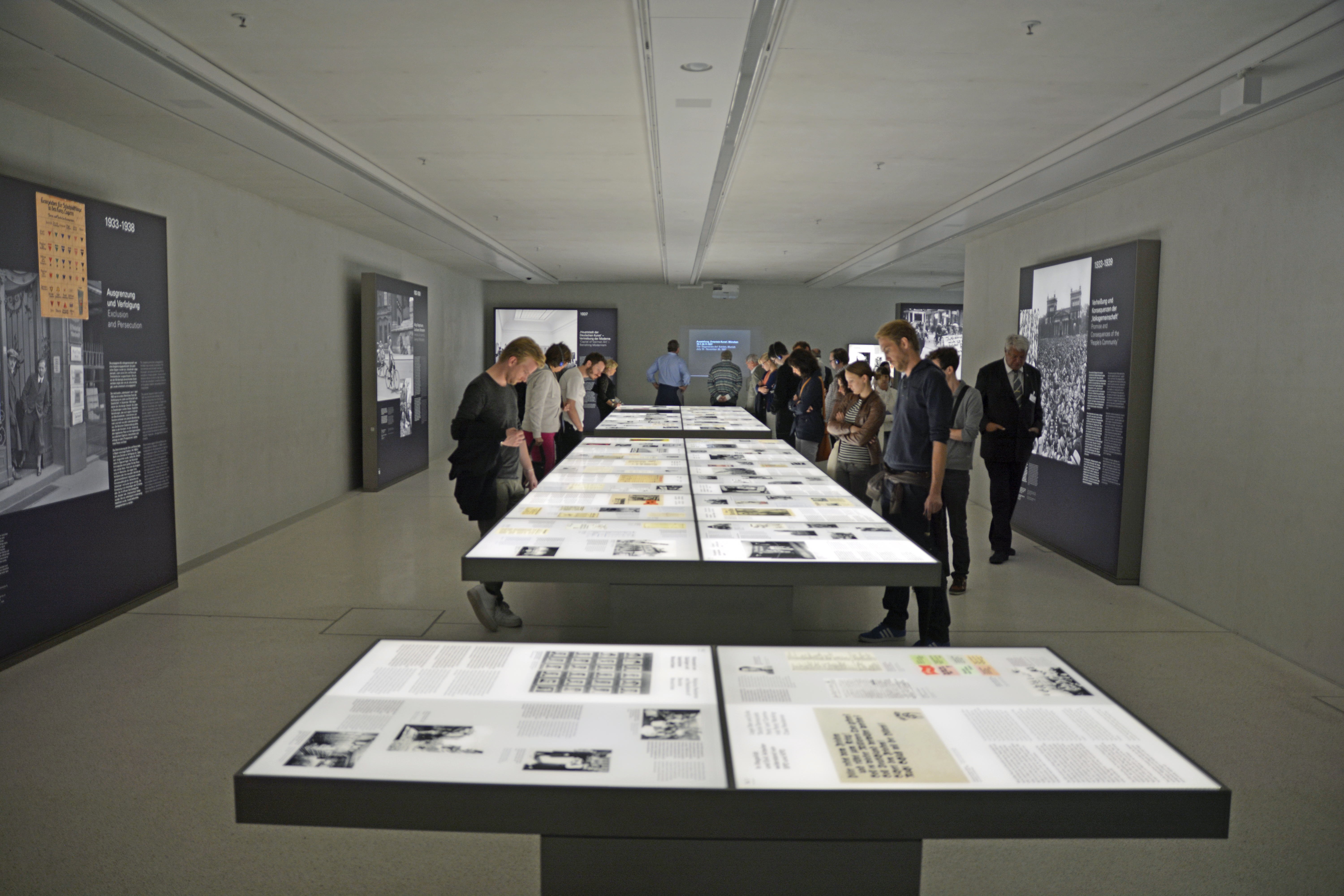
Dentro do Centro de Documentação, 2015

O NS-Dokumentationszentrum é um museu na área de Maxvorstadt em Munique, Alemanha, que se concentra na história e nas consequências do regime nacional-socialista (nazista) e no papel de Munique como Hauptstadt der Bewegung ("capital do movimento").

## Estabelecimento
Em dezembro de 2005, o governo da Baviera anunciou que o museu seria instalado no local da antiga Casa Marrom, sede do Partido Nazista, que desempenhou um papel importante em Munique como "capital do movimento" durante a ascensão do partido e o imposição do nazismo. A Königsplatz, uma praça para os comícios de massa do Partido Nazista, está à distância de visão.
A pedra fundamental do edifício foi lançada em março de 2012. O museu abriu ao público em maio de 2015.
O historiador da arquitetura Winfried Nerdinger (de), que ajudou a estabelecer o centro, atuou como seu primeiro diretor desde 2012. Em outubro de 2017, o museu anunciou a escolha de Mirjam Zadoff para sucedê-lo como diretor, após sua aposentadoria em abril de 2018. Nascido em Innsbruck, na Áustria, Zadoff é historiador e professor de Estudos Judaicos com doutorado pela Universidade Ludwig Maximilian de Munique; durante o ano acadêmico de 2017-2018, ela atuou como diretora do programa de graduação em Estudos Judaicos na Indiana University Bloomington.